# Литовский монетный двор
Литовский монетный двор (LMK) — монетный двор, предприятие точной обработки металлов в Вильнюсе. LMK выпускает оборотные и коллекционные монеты, различные знаки государственных наград, медали, значки, жетоны и т. д.

## Производство

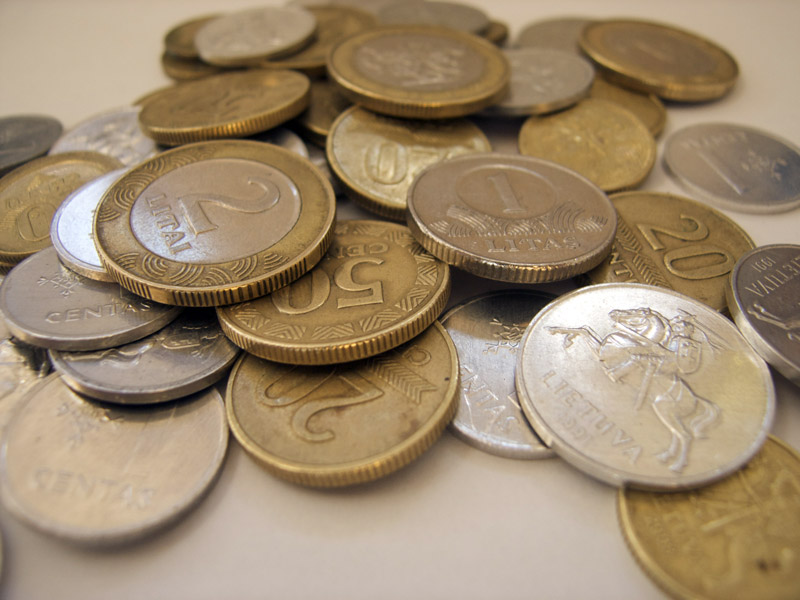
Литовские литы и центы

LMK выпускает оборотные монеты в центах и литах, памятные и оборотные памятные монеты, государственные награды (ордена и медали), знаки и другую продукцию.
В 1992 году начал чеканить литовские оборотные монеты достоинством в 1, 2 и 5 центов. В 1997 году чеканились монеты номиналом 10, 20 и 50 центов, а в 1998 г. — оборотные монеты нового образца номиналом 1, 2 и 5 литов, из них монеты номиналом 2 и 5 литов биметаллические.
С 1993 года выпускает памятные монеты. Первая памятная монета из сплава меди и никеля номиналом 10 литов приурочена к 60-летию перелёта литовских лётчиков Стяпонаса Дарюса и Стасиса Гиренаса через Атлантический океан. Первая памятная серебряная монета номиналом 50 литов была выпущена в 1995 году к пятой годовщине восстановления независимости Литвы. Также LMK отчеканил литовскую памятную монету монетной программы «Дети мира» Детского фонда ООН (ЮНИСЕФ).
В 1993 году выпущены первые государственные награды Литовской Республики: Орден Великого князя Литовского Гедиминаса и медаль Дарюса и Гиренаса, в 1994 году сделан орден Витаутаса Великого. В 2004 году монетный двор восстановил и начал выпуск государственных наградных знаков Латвийской Республики (орденов, медалей, их заменителей) по историческим образцам.
Участвуя в программе немецкой компании MDM Munzhandelsgesellschaft GmbH, Deutche Munze и Банка Литвы была выпущена памятная золотая монета из серии «Самые маленькие золотые монеты в мире. История золота». С 2001 года LMK чеканит монеты для центральных банков Армении и Белоруссии.
В 2007 году отчеканил первые монеты для Киргизского национального банка. На момент 2009 года, на Литовском монетном дворе чеканились помимо прочего, еще и белорусские рубли малого номинала.
В 2010 году началось сотрудничество с Президиумом Грузии (был создан и отчеканен Президентский орден с миниатюрой).
В 2014 году 24 июля началась массовая чеканка литовских обращающихся евро монет.

## Руководители
- Йонас Валатка — 2002—2009 гг.
- Саулюс Вайтекунас — с 2009 года[3].